# Hypoxylon
Genre
Hypoxylon est un genre de champignons (Fungi) ascomycètes de la famille des Hypoxylaceae qui a été fondé à partir de l'espèce Hypoxylon fragiforme. Ce sont de petits champignons globuleux brun noirâtre souvent grégaires et se nourrissant de la lignine de bois en décomposition. En 2020, leur systématique est en pleine évolution.

## Description
Ce genre réunit des espèces aux stromas globuleux non zonés, à la surface irrégulièrement rugueuse et colorés de gris blanchâtre, noirâtre ou rouge sang. Leur croissance est toujours superficielle et ils persistent tout au long de l'année. Leurs spores sont brunes, présentent ou non une fente longitudinale de germination, ont une forme ellipsoïdales-reniformes ou aplaties sur le côté et mesurent de 6 à 37 μm de long

## Distribution
Ces espèces sont présentes sur l'ensemble de la planète avec une prédominance pour l'écozone holarctique, dont les pays francophones ; elles peuvent, pour certaines, être très communes. En France, 6 espèces sont présentes : Hypoxylon fragiforme, H. fuscum, H. macrocarpum, H. moravicum, H. rubiginosum et H. rutilum.

## Biologie

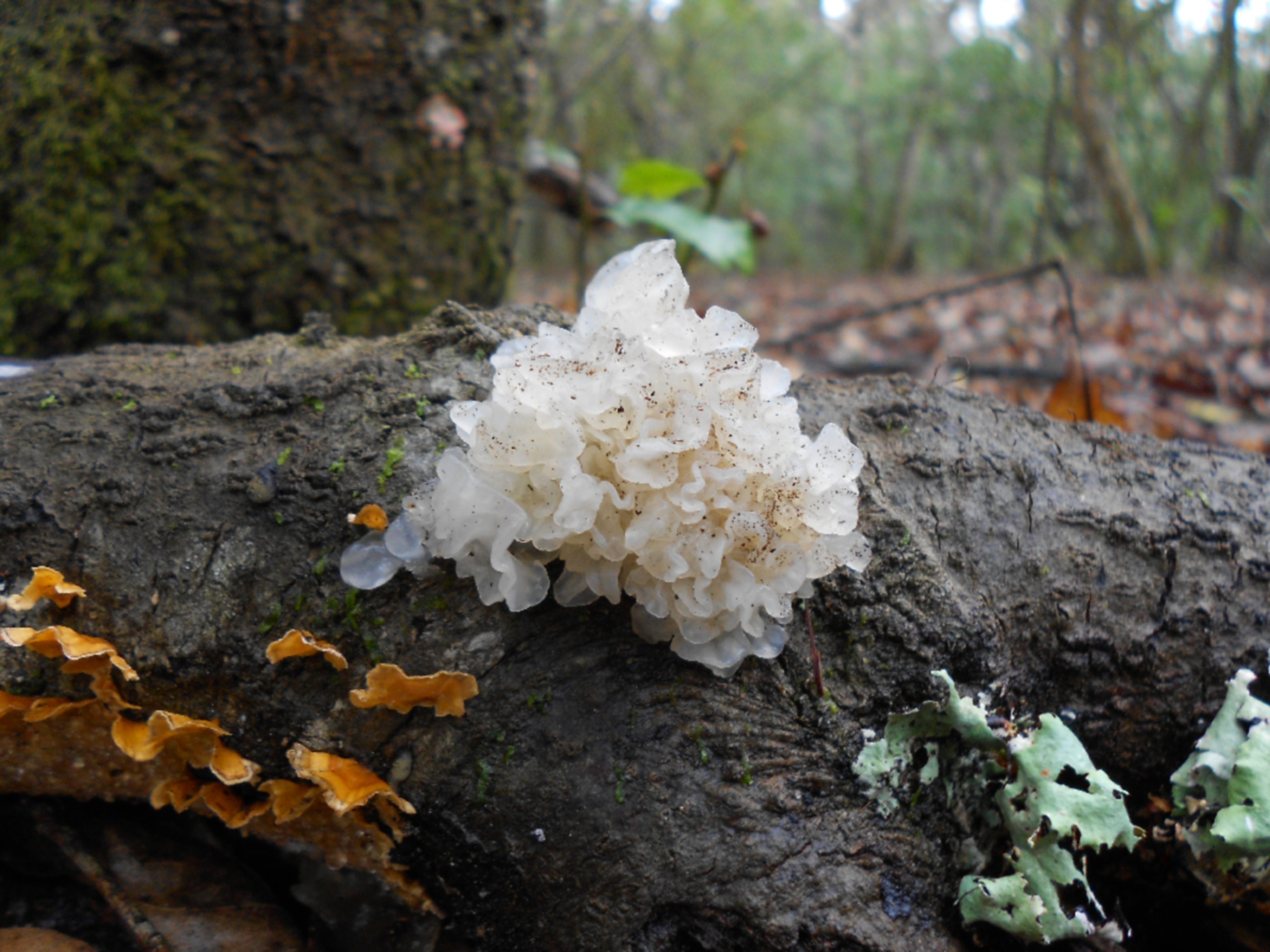
Tremella fuciformis

Les espèces d'Hypoxylon sont des champignons saprotrophes agents de la pourriture fibreuse, c'est-à-dire spécialisés dans la consommation de la lignine du bois mort.
Le genre Tremella regroupe des espèces mycoparasites et nombreuses sont celles qui sont des parasites obligatoire du genre Hypoxylon lato sensu. Tremella fuciformis est une espèce particulièrement consommée en Chine et à Taïwan et sa culture repose sur celle d'Hypoxylon archeri, aujourd'hui recombiné en Annulohypoxylon archeri. Tremella fuciformis est une levure parasite qui se développe sous forme de substance muqueuse jusqu'à ce qu'elle rencontre H. archeri. Cette levure entre alors dans son stade mycélien agressif et forme un sporophore translucide, blanchâtre et gélatineux en utilisant les nutriments obtenus à partir de son hôte. En myciculture, H. archeri est alors considéré comme un champignon précurseur.
D'autres espèces de champignons parasitent le genre Hypoxylon à l'instar de Bisporella sulfurina, Polydesmia pruinosa et Cosmospora arxii.

## Galerie de quelques espèces représentatives

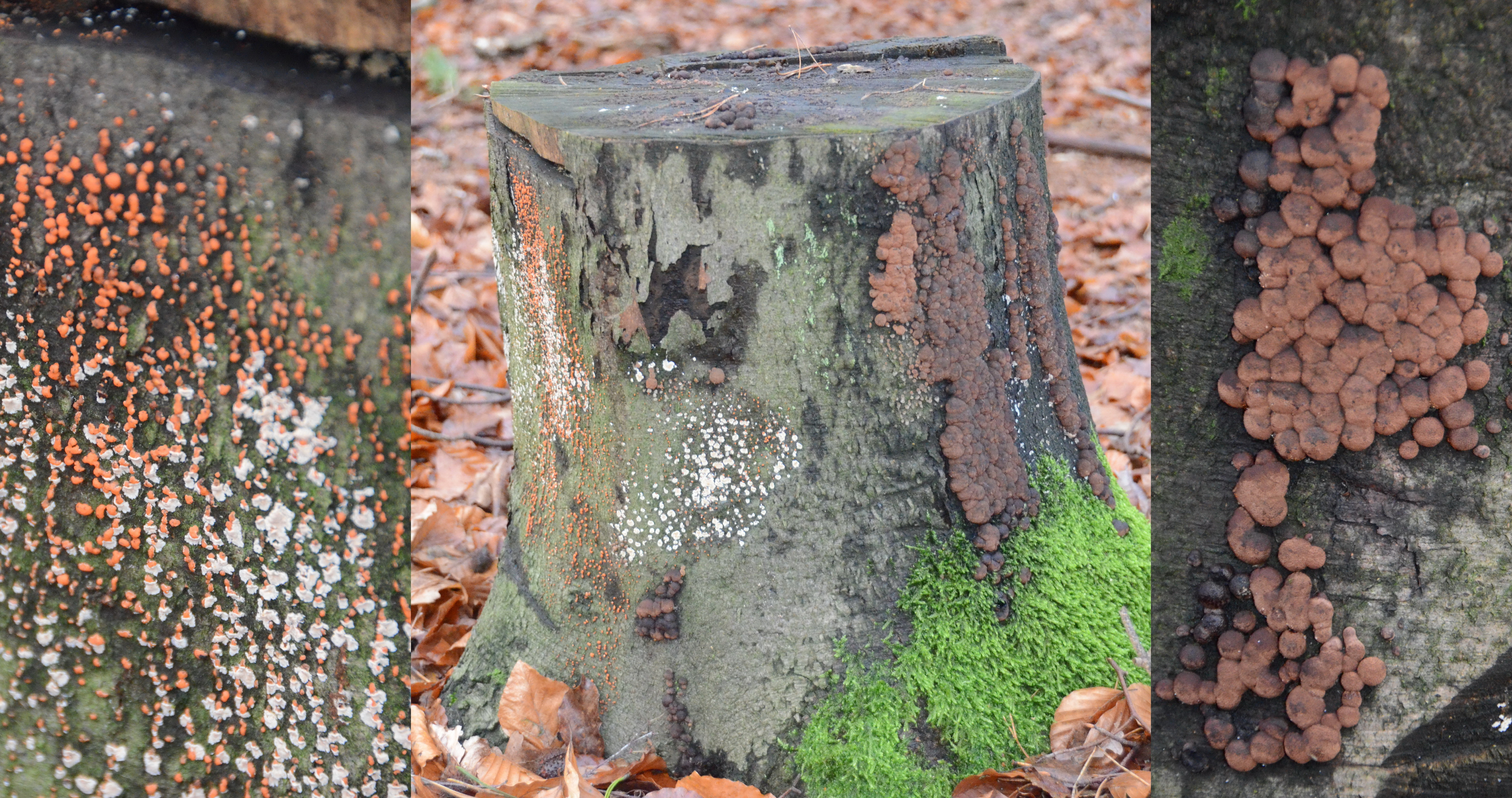
Hypoxylon fragiforme
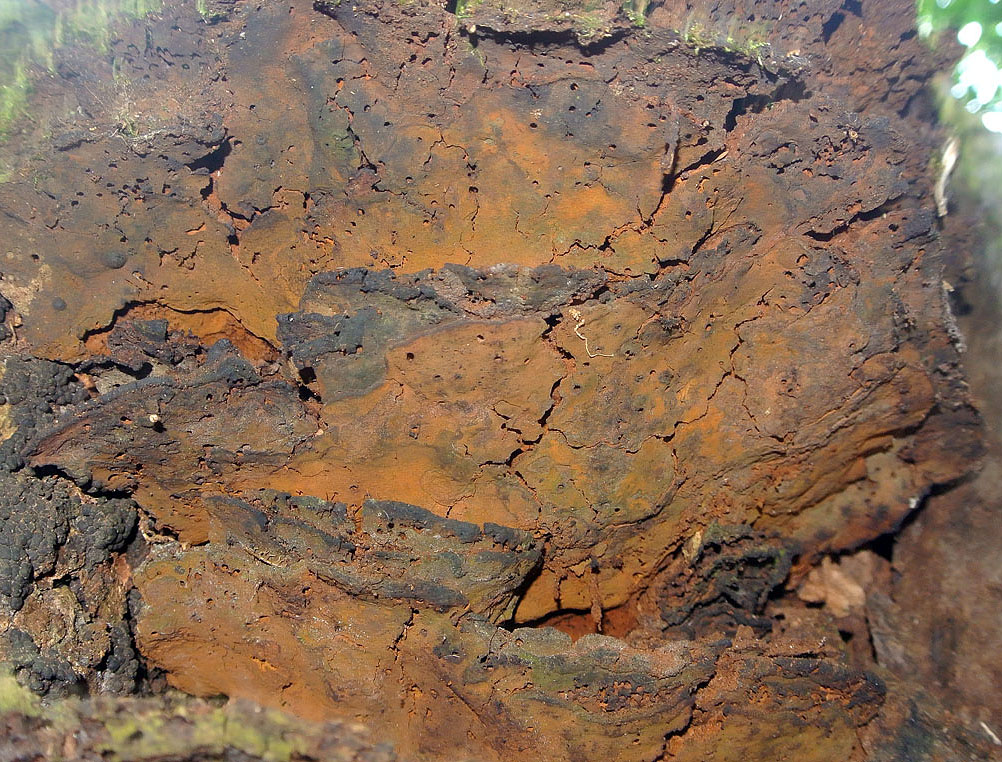
Hypoxylon rubiginosum
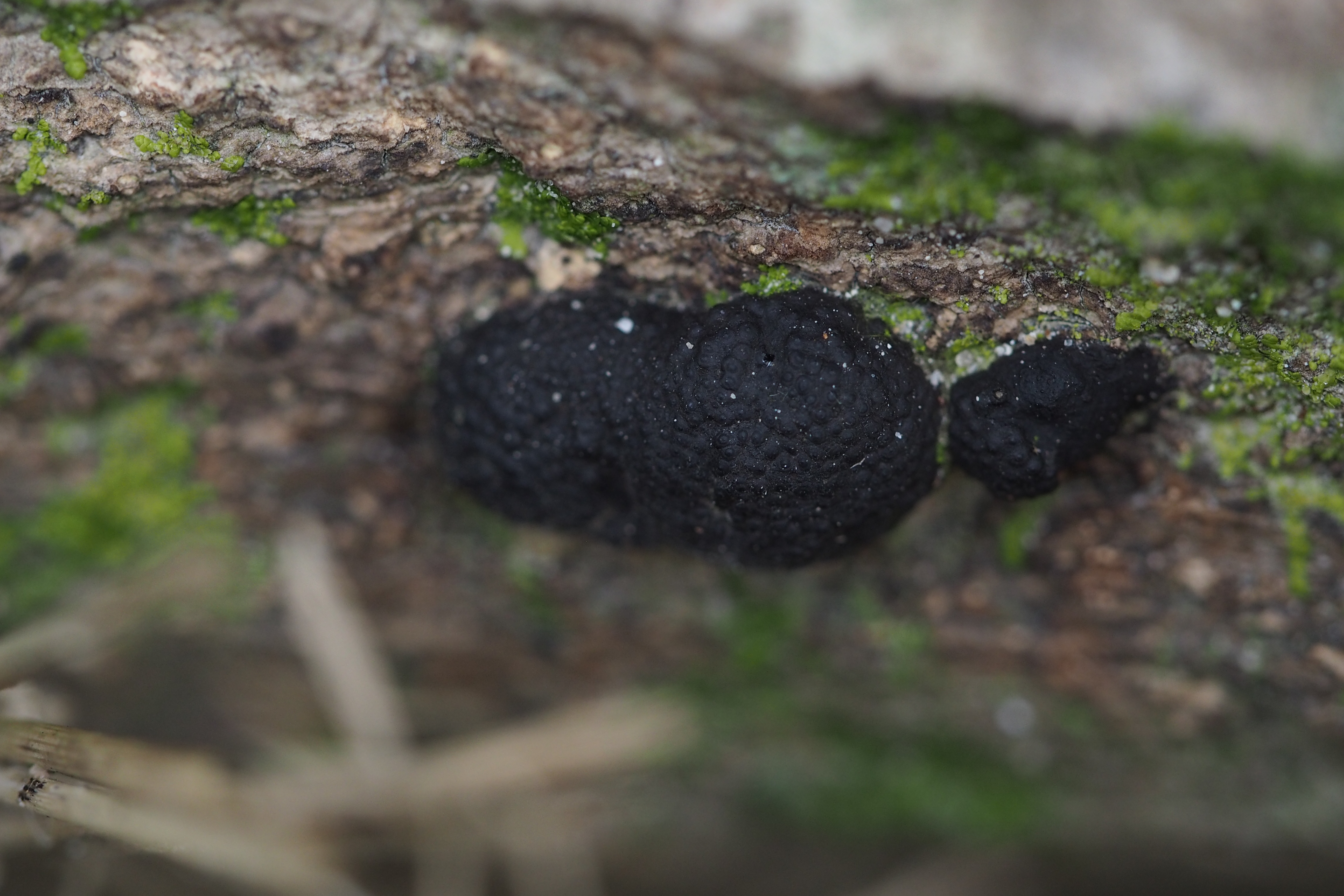
Hypoxylon truncatum
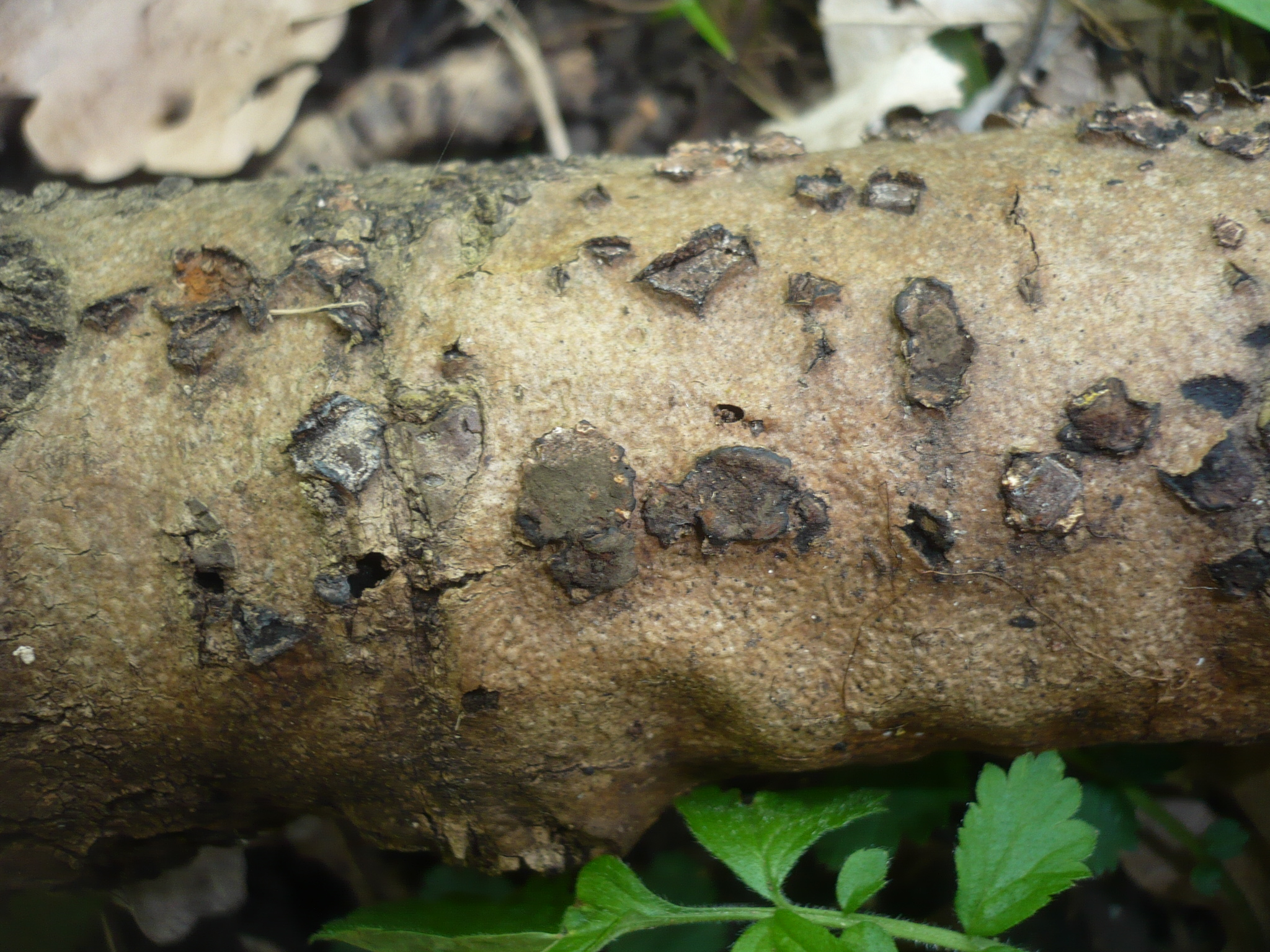
Hypoxylon cercidicola
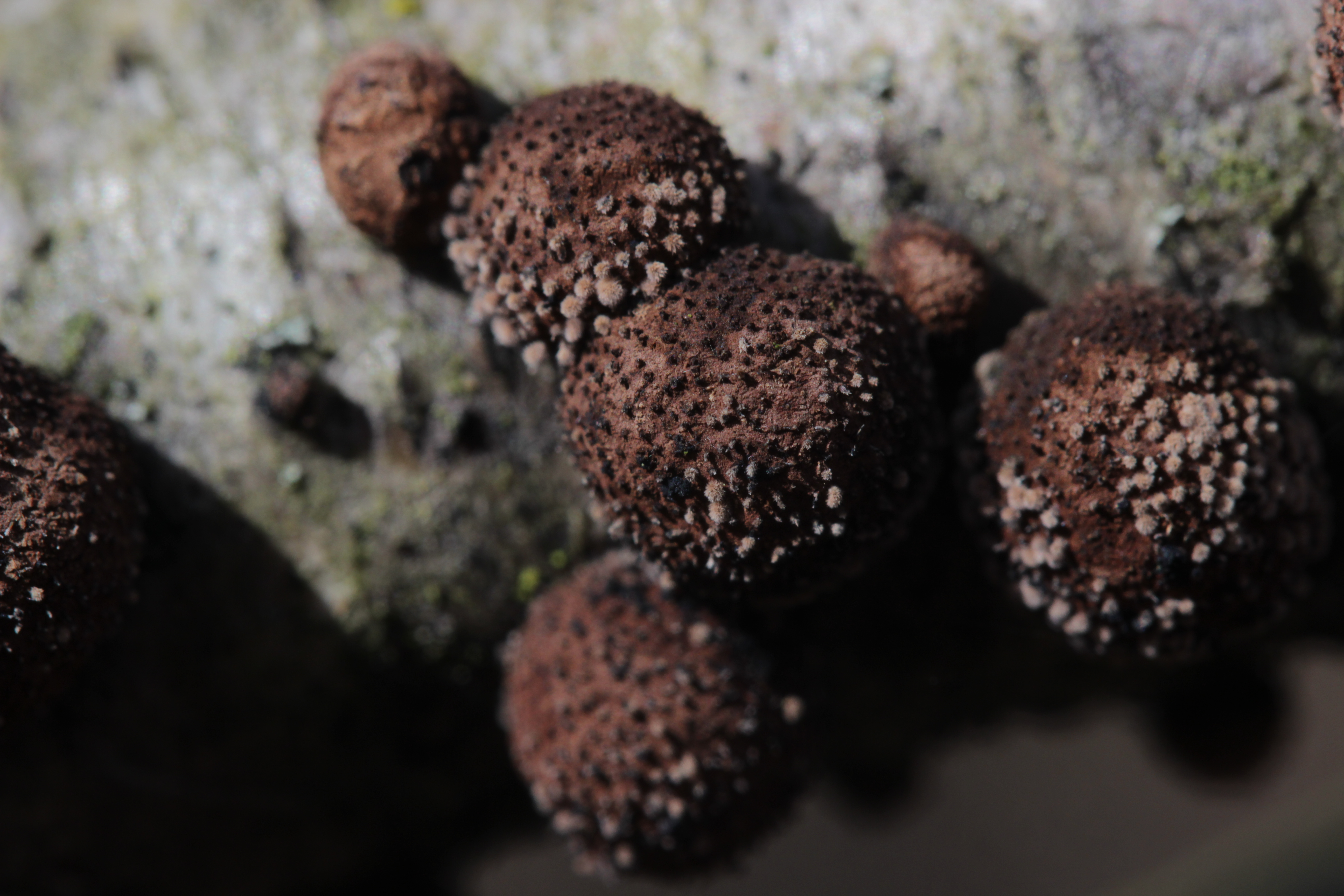
Hypoxylon fuscum
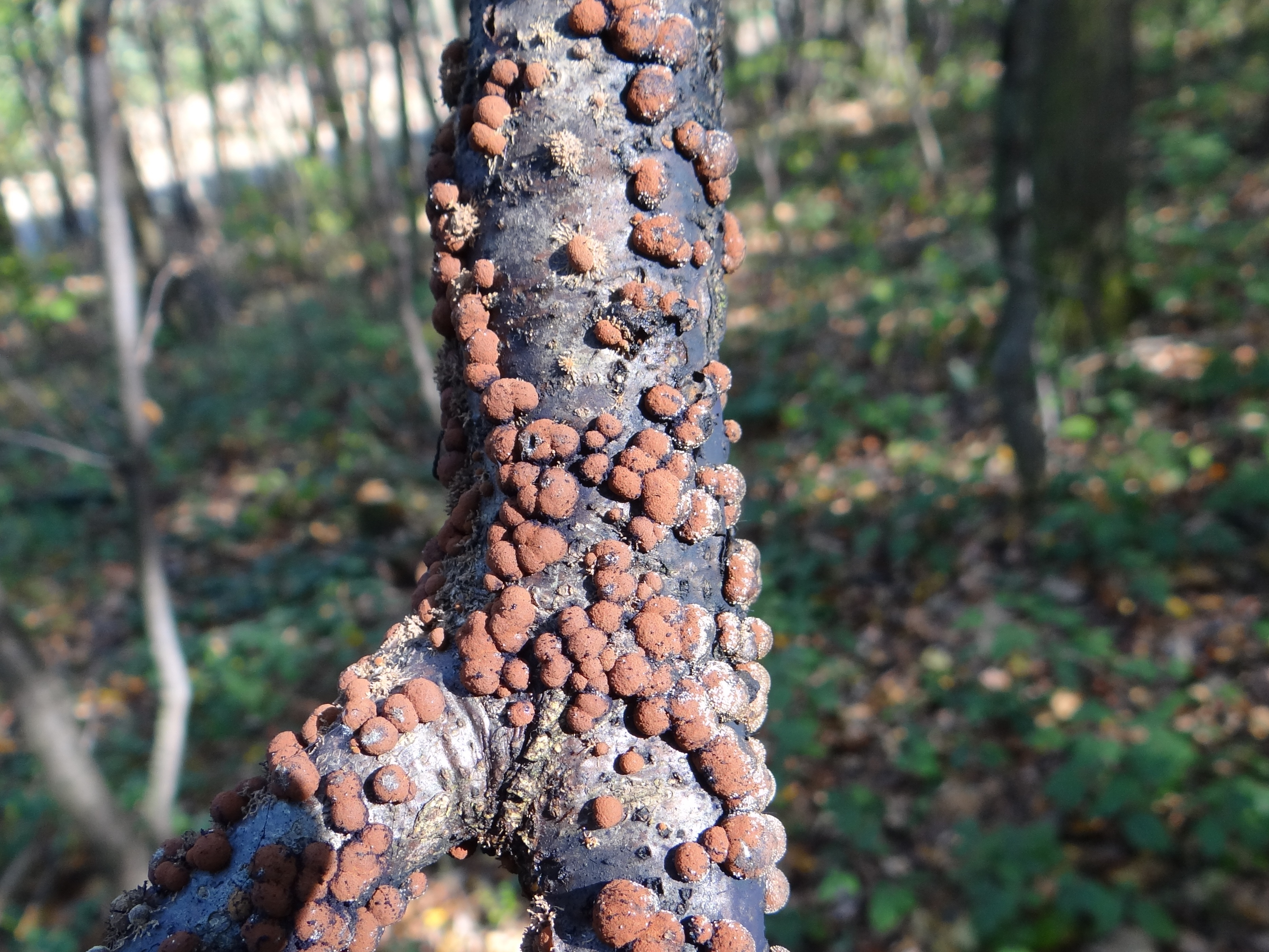
Hypoxylon howeanum
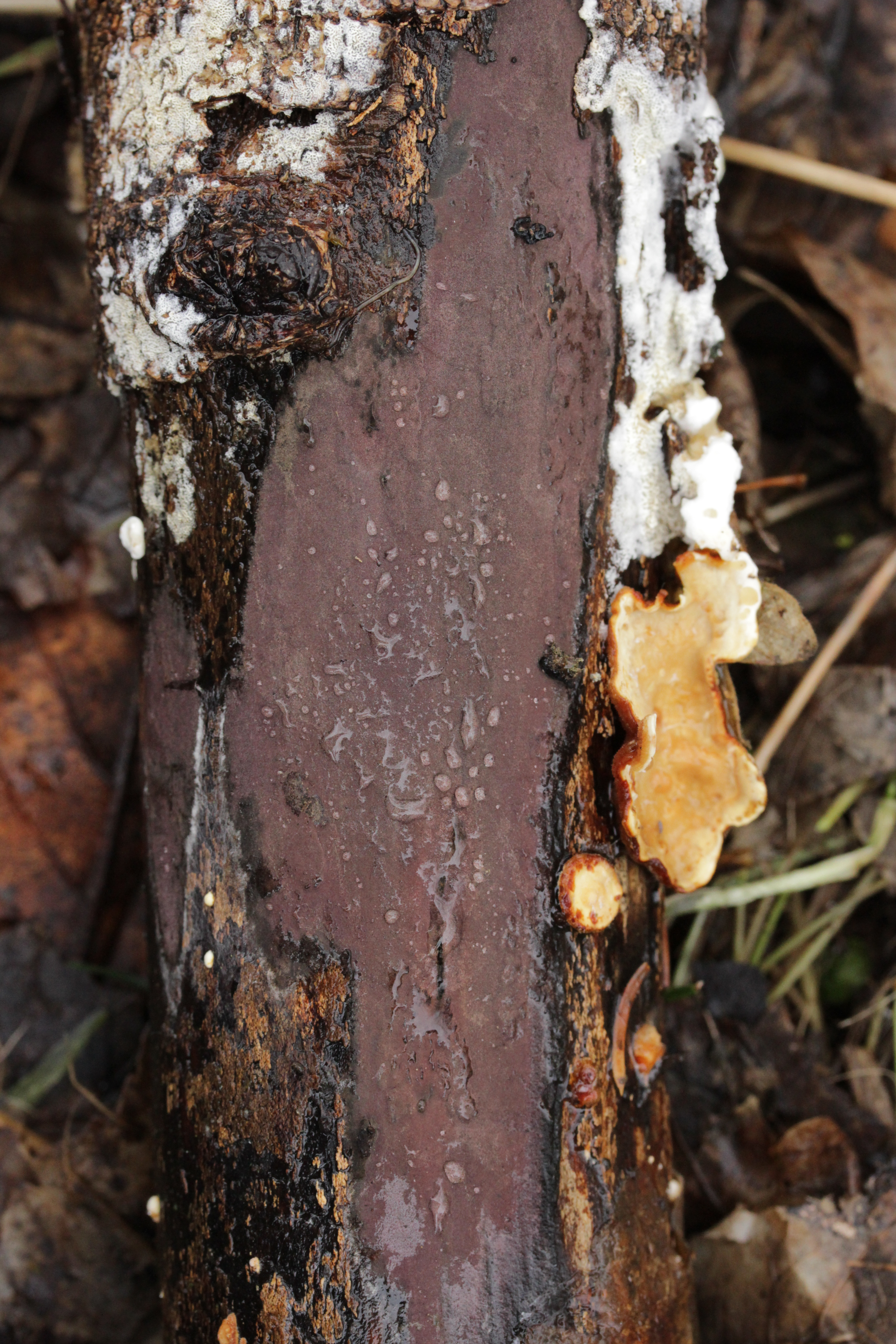
Hypoxylon petriniae
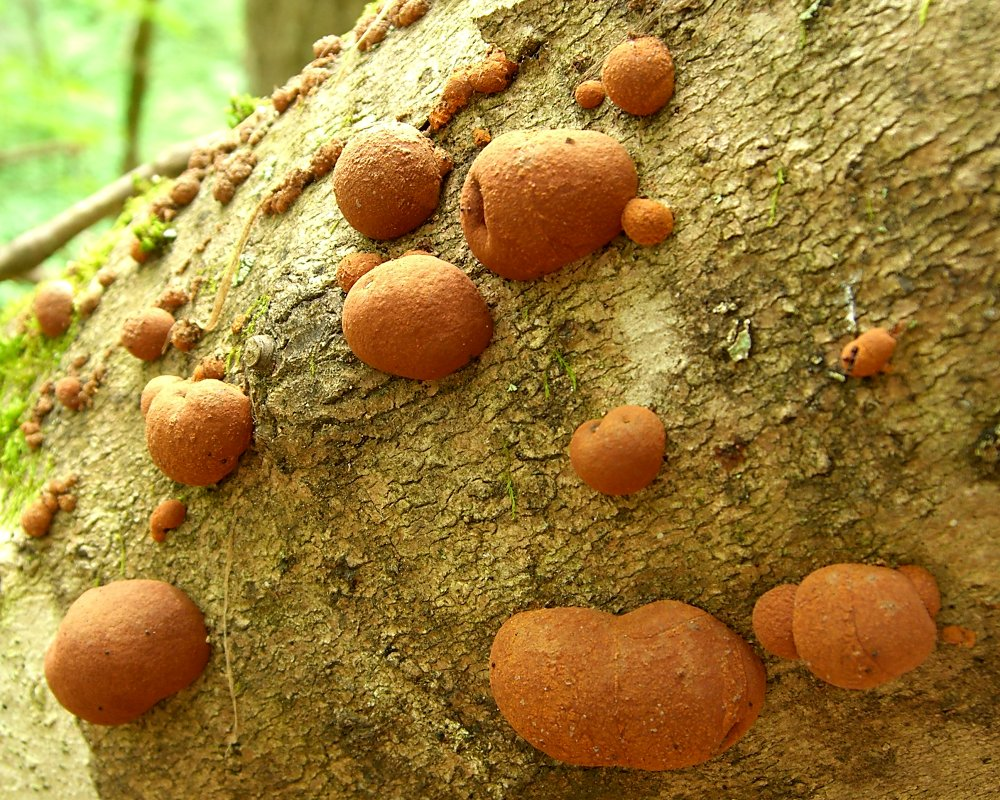
Hypoxylon placentiforme
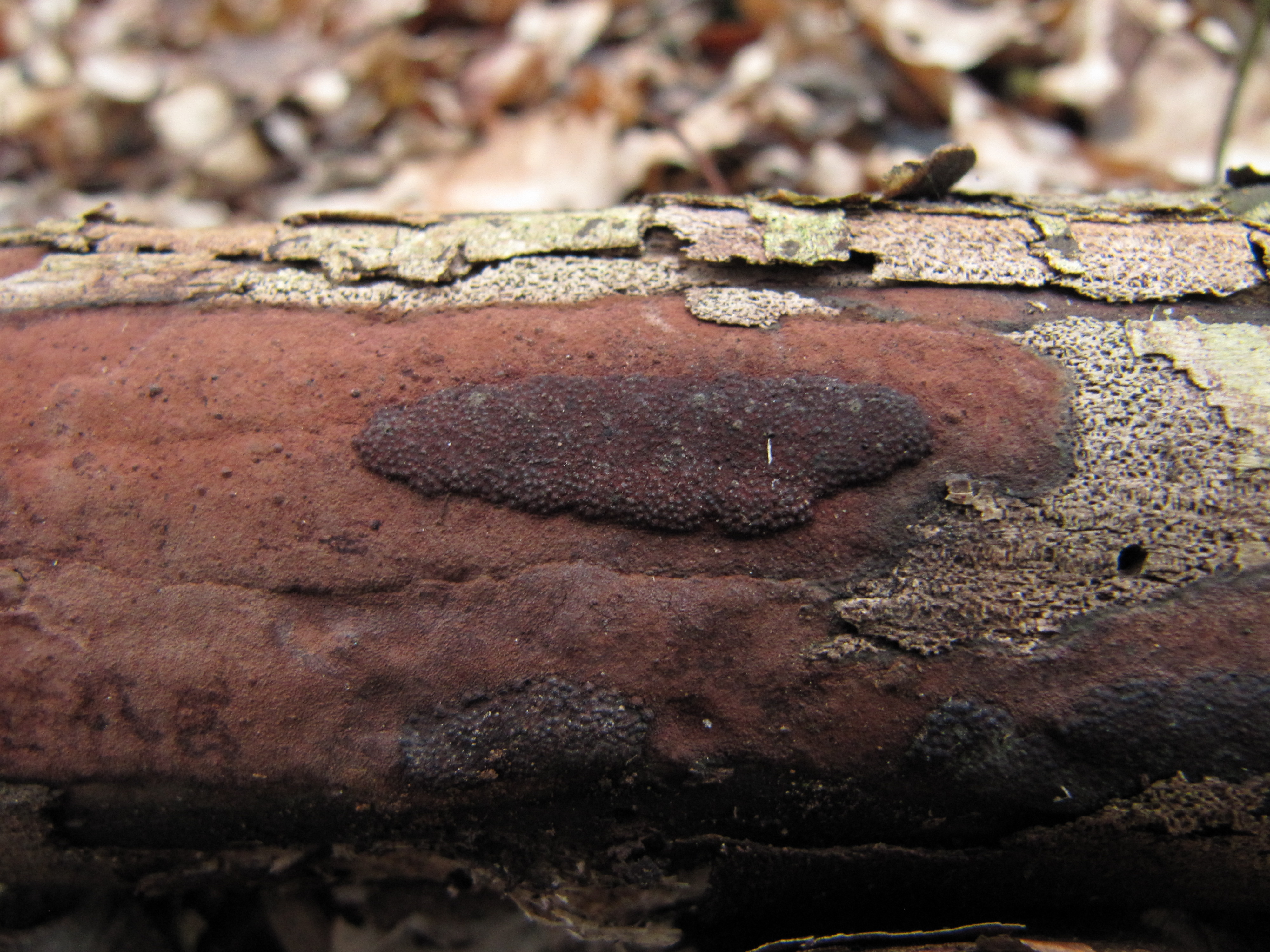
Hypoxylon rubiginosum
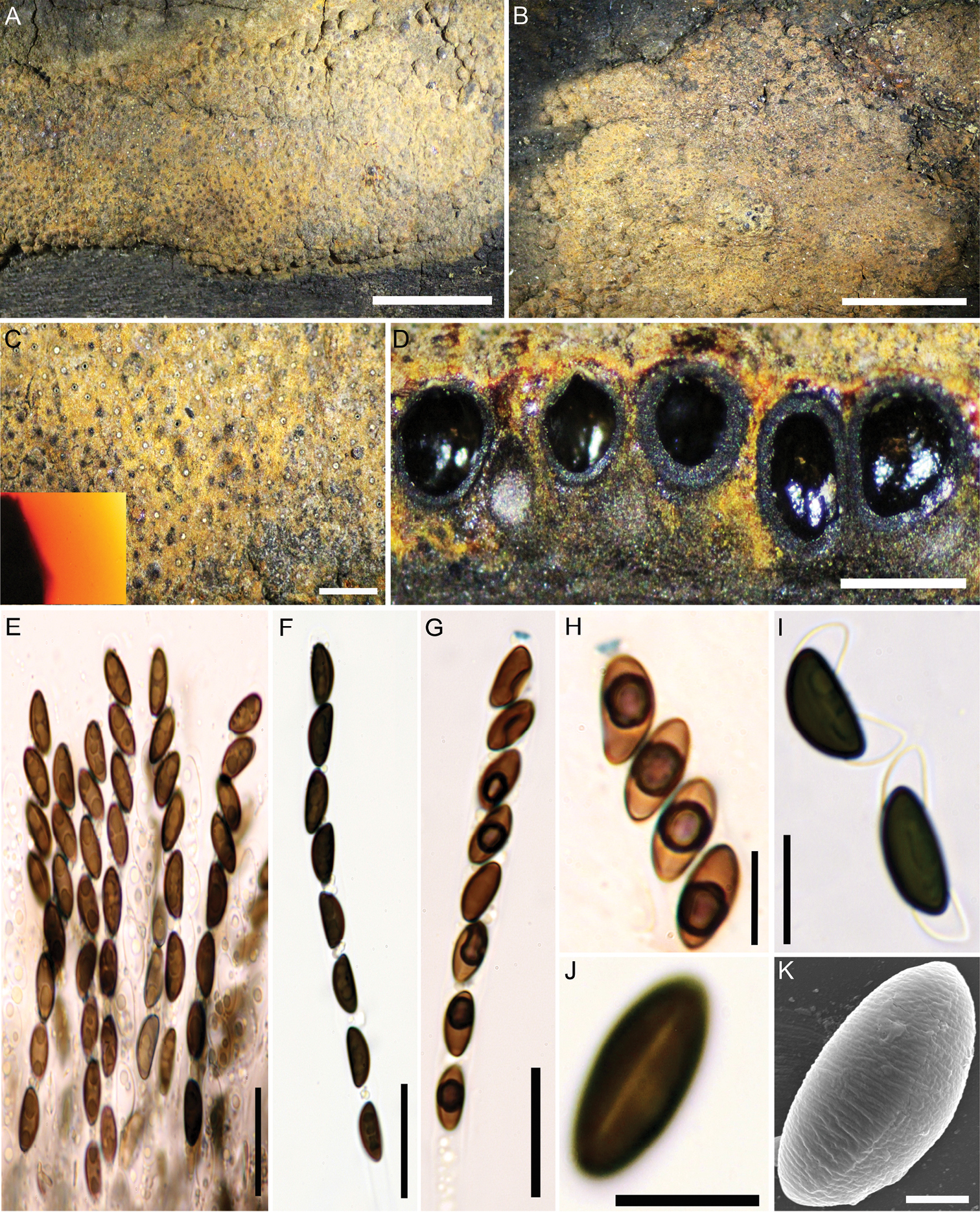
Hypoxylon rubiginosum
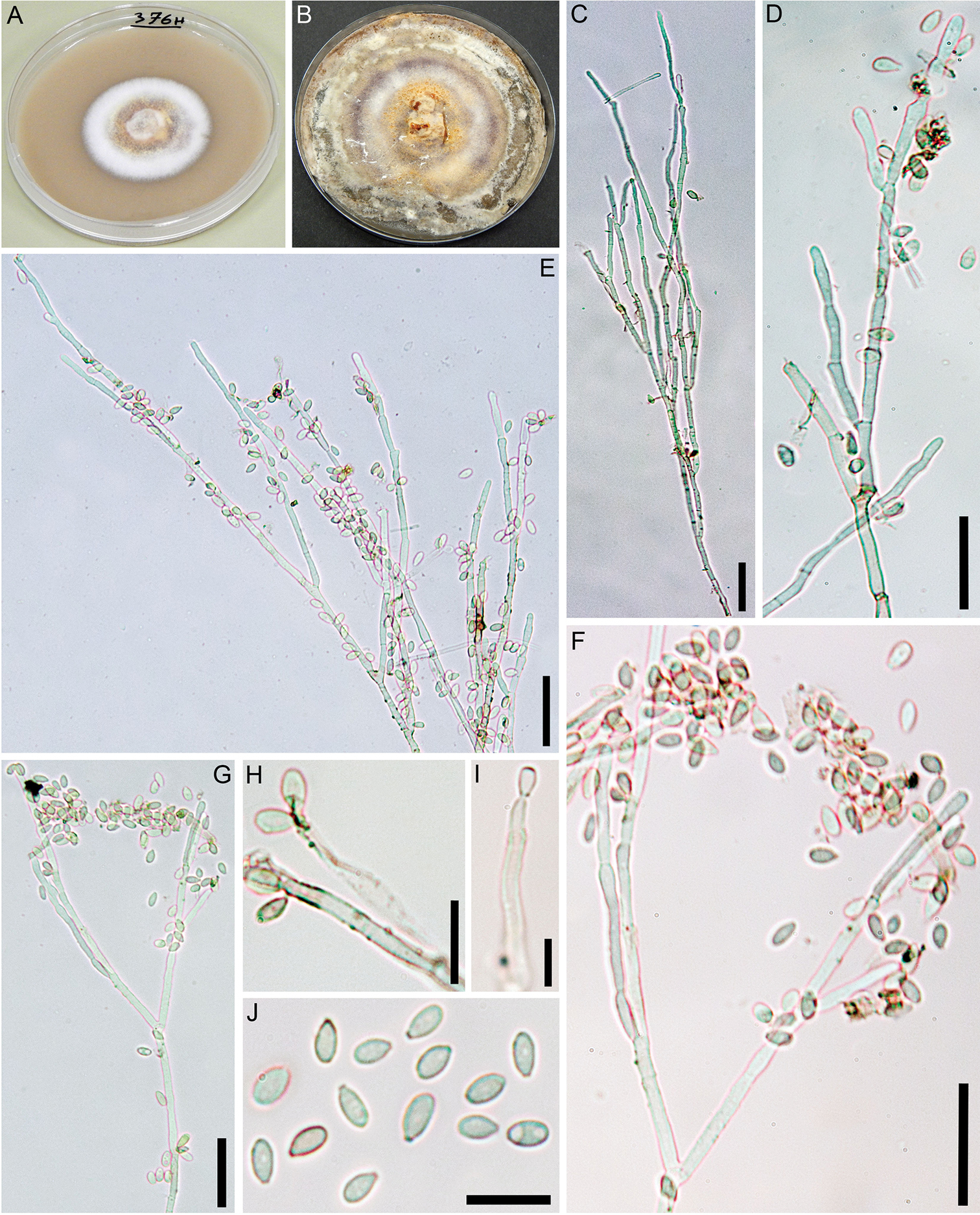
Hypoxylon rubiginosum

## Systématique
Le genre Hypoxylon était auparavant inclus dans la famille des Xylaraceae, mais sa scission a rapproché les genres aux pigments stromataux et à l'anamorphe de type nodulisporium. au sein de la famille des Hypoxylaceae. Jusqu'en 2017, Hypoxylon était divisé en deux sections : Annulata et Hypoxylon, mais une étude phylogénétique concluant à la monophylie de la première section a permis de recombiner ses 27 espèces dans le genre Annulohypoxylon. À cette occasion, quelques genres ont également été créé pour accueillir d'anciennes espèces d'Hypoxylon comme Pyrenopolyporus et Jackrogersella. En 2020, la famille des Xylaraceae est alors composée des genres Annulohypoxylon, Hypoxylon et Daldinia, mais il est probable que des changements ultérieures adviennent à la faveur d'études phylogénétiques plus précises,.

## Synonymie
Hypoxylon a pour synonymes :
- Discosphaera Dumortier, 1822
- Epixylon Füisting, 1867
- Euhypoxylon Füisting
- Institale Fr.
- Perisphaeria Roussel, 1806
- Pyrenodermium H.F.Bonorden, 1851
- Spermatodermia Wallroth, 1833
- Triplicaria P.Karst.

## Liste des taxons de rang inférieur
Liste des espèces selon GBIF (9 octobre 2021) :